# مکبث (اپرا)
مَکبِث (انگلیسی: Macbeth) اُپرایی است در چهار پرده از جوزپه وردی، آهنگساز و مصنف ایتالیایی که فرانچسکو ماریا پیاوه آن را نوشته‌است. این اپرا بر پایهٔ نمایشنامهٔ مکبث اثر ویلیام شکسپیر به قلم تحریر درآمده است. این اپرا برای اجرا در اپراخانهٔ تاریخی فلورانس با نام تئاترو دلا پرگولا نوشته شد. اپرای مکبث، دهمین اپرای وردی است و نخستین اجرای آن به تاریخ ۱۴ مارس ۱۸۴۷ برگزار شد. این اپرا با صدای پلاسیدو دومینگو اجرا شده است.
این اپرا اولین اقتباس وردی از یکی از نمایشنامه های شکسپیر بوده‌است و داستان تیره و تلخ قدرت ویرانگر، جاه طلبی بی‌پایان و شرارت را به تصویر می کشد.

## نگارخانه

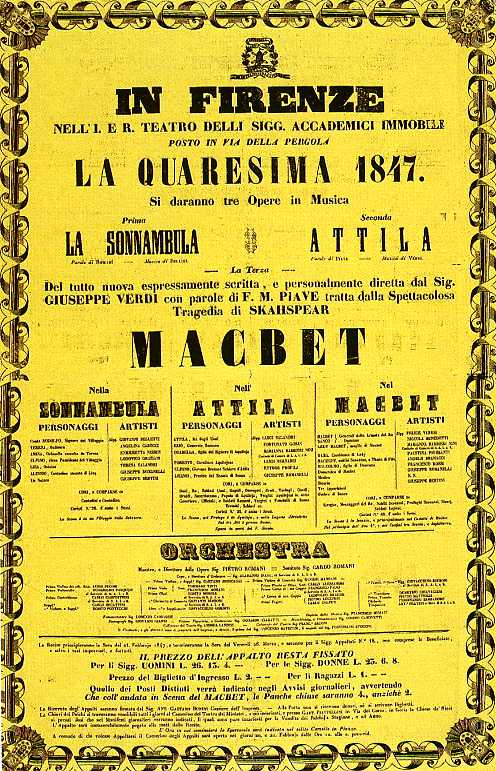
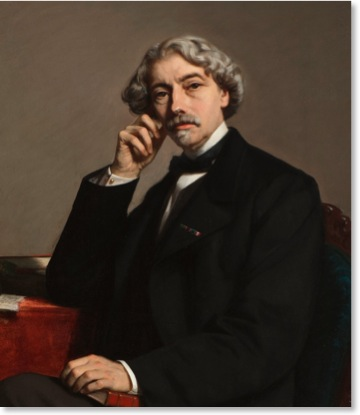
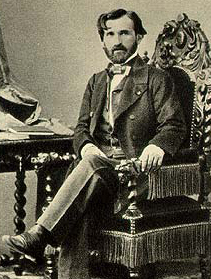
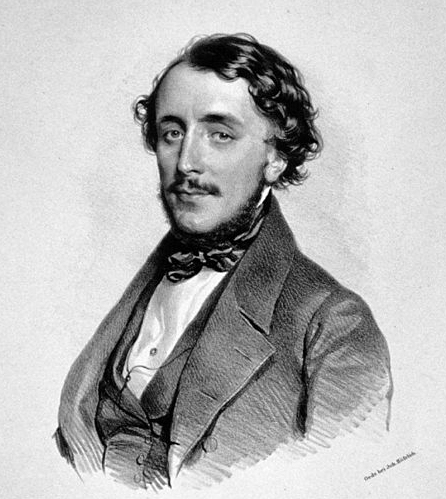
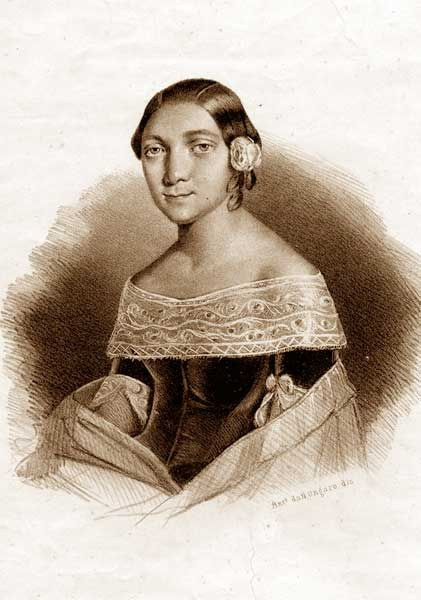
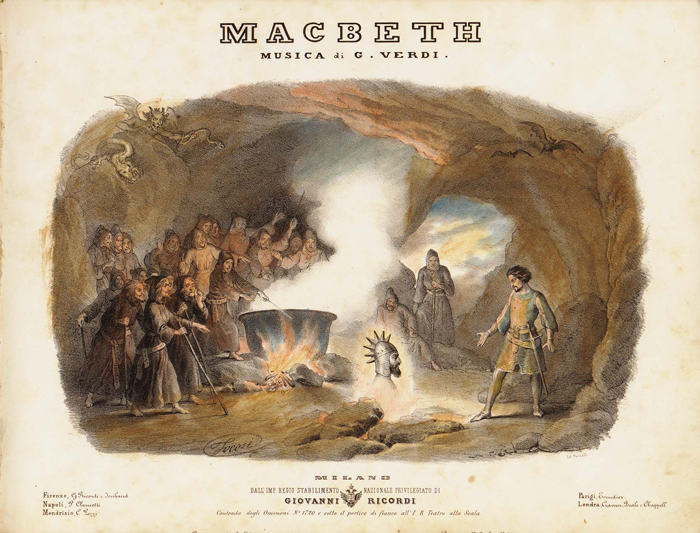